# 強制處分
強制處分（英語：compulsory measure）是刑事訴訟中一種用公权力限制人民基本權利從而達成犯罪偵查的強制手段，常見的種類包括拘留、逮捕、搜索、扣押、羈押等，根據強制處分所限制的權利不同，其所對應的司法審查也有所不同。基於時效性考量，拘提、逮捕等處分通常直接由警察機關或檢察官進行，搜索、扣押通常需要法院事前或事後批准，或至少應由檢察官核發相關命令，涉及人身自由之重大限制的羈押則通常不得由偵查機關擅自發動，而需經由法院加以審查並裁定准許。

## 種類
根據涉及的基本權限制程度，強制處分有以下幾種類型：
- 拘留：拘留是指警察機關或偵查機關出於偵查之目的，以強制力拘束人民行動自由的一種處分。
- 逮捕：逮捕與拘留同屬限制人身自由的處分，通常不需經法院或檢察官核可，警察機關可出於偵查目的自行為之。
- 身體檢查：指偵查機關對被告或犯罪嫌疑人之身體生物資訊進行採樣、蒐集等作為，包括按捺指紋、驗尿等等，通常得由偵查機關自行為之。
- 限制出境：為了防止被告或犯罪嫌疑人逃亡境外導致司法審判權難以行使，法院或檢察官可藉由限制出境處分限制人民的遷徙與行動自由，但其在境內之行蹤則不受限制。
- 搜索：出於蒐集犯罪證據或查找被告（犯罪嫌疑人）之目的，偵查機關得向法院聲請「搜索票」，對其住處或交通工具進行搜索。
- 扣押：扣押通常伴隨搜索而來，目的在於保全證據或沒收違禁物，而限制人民的財產權。
- 羈押：羈押是強制處分中限制人民權利程度最嚴重的一項，需經由法院裁定准許，目的在於防止被告或犯罪嫌疑人逃亡、串供或湮滅證據。
- 鑑定留置：若被告精神心智或身體狀況有鑑定之必要，法院出於審判必要得核發鑑定留置票，使其接受鑑定，以利審判之進行。